# Kostel svaté Máří Magdaleny (Přední Kopanina)
Kostel, resp. rotunda svaté Máří Magdaleny v Praze-Přední Kopanině je románská rotunda, stojící na samém severozápadním okraji hlavního města Prahy, uprostřed městské části Přední Kopanina. Rotunda spadá pod správu římskokatolické farnosti v Tuchoměřicích.
Okolo kostela se rozprostírá malý, zdí ohrazený hřbitov.
Rotunda sv. Máří Magdaleny se v podobě stylizované stříbrné věže v černém poli objevuje také ve znaku Přední Kopaniny.

## Historie
První zmínka o farním kostele se nachází v rejstřících desátků papežských z roku 1352. Podle knih soudních a konfirmačních na zdejší faře sloužili plebánové: Martin (zemřel r. 1363); Jakub z Paběnic (1363–1370); Vítek z Černčic (1370–1372) – byl též kanovník vratislavský a farář v Dobružce; Jakub (1372–1380); Aleš (1382–1402); Beneš; Jan z Jesenice (do r. 1406); Pankrác (1407–1412); mistr Pavel z Prahy (1412); Blažej (1412–1414); Tomáš (1414). Poté zápisy končí, fara zanikla nejspíše v dobách husitských bouří.
V 18. století řád Tovaryšstva Ježíšova obdržel statek na Přední Kopanině, staral se o konání služeb Božích v kostele, který na jižní straně rozšířil přístavkem. Po zrušení řádu se klenba kostela roku 1779 zřítila a teprve až v roce 1818 rum z kostela vyklidili. Dlouhá léta ležela starobylá svatyně v ruinách, kromě neporušené věže, a stala se oblíbeným námětem romantických malířů první poloviny 19. století.
K záchraně kostela přispělo veřejné mínění a článek Jana Helblinga, rytíře z Hirzenfeldu, který uveřejnil 26. července 1845 v časopise "Prag". Za přispění císaře Ferdinanda Dobrotivého byl v letech 1853–1858 kostel opraven. V archivu hl. m. Prahy nalézá se článek z roku 1845 o kostele i s plánky.

## Popis

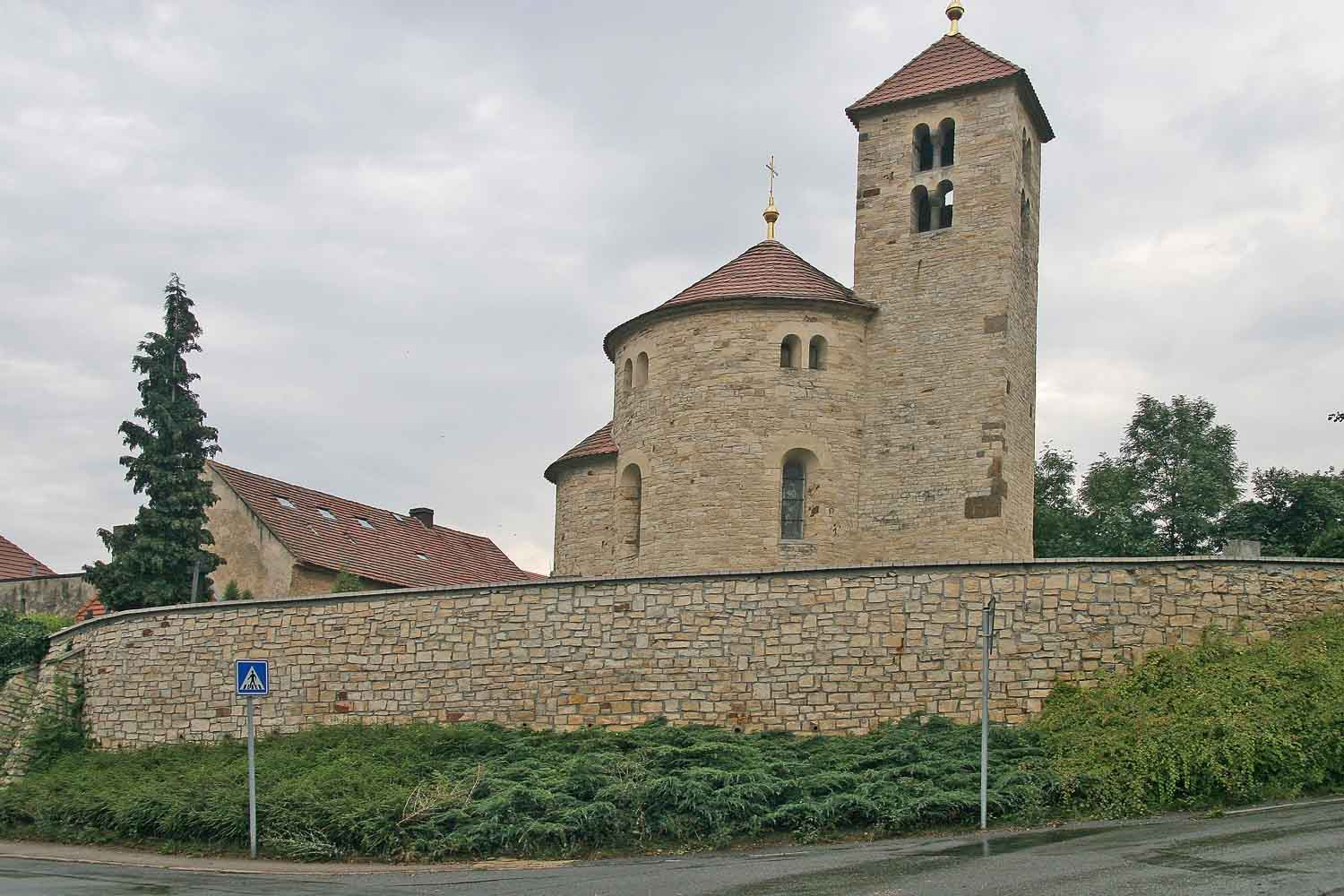
Kostel od severu

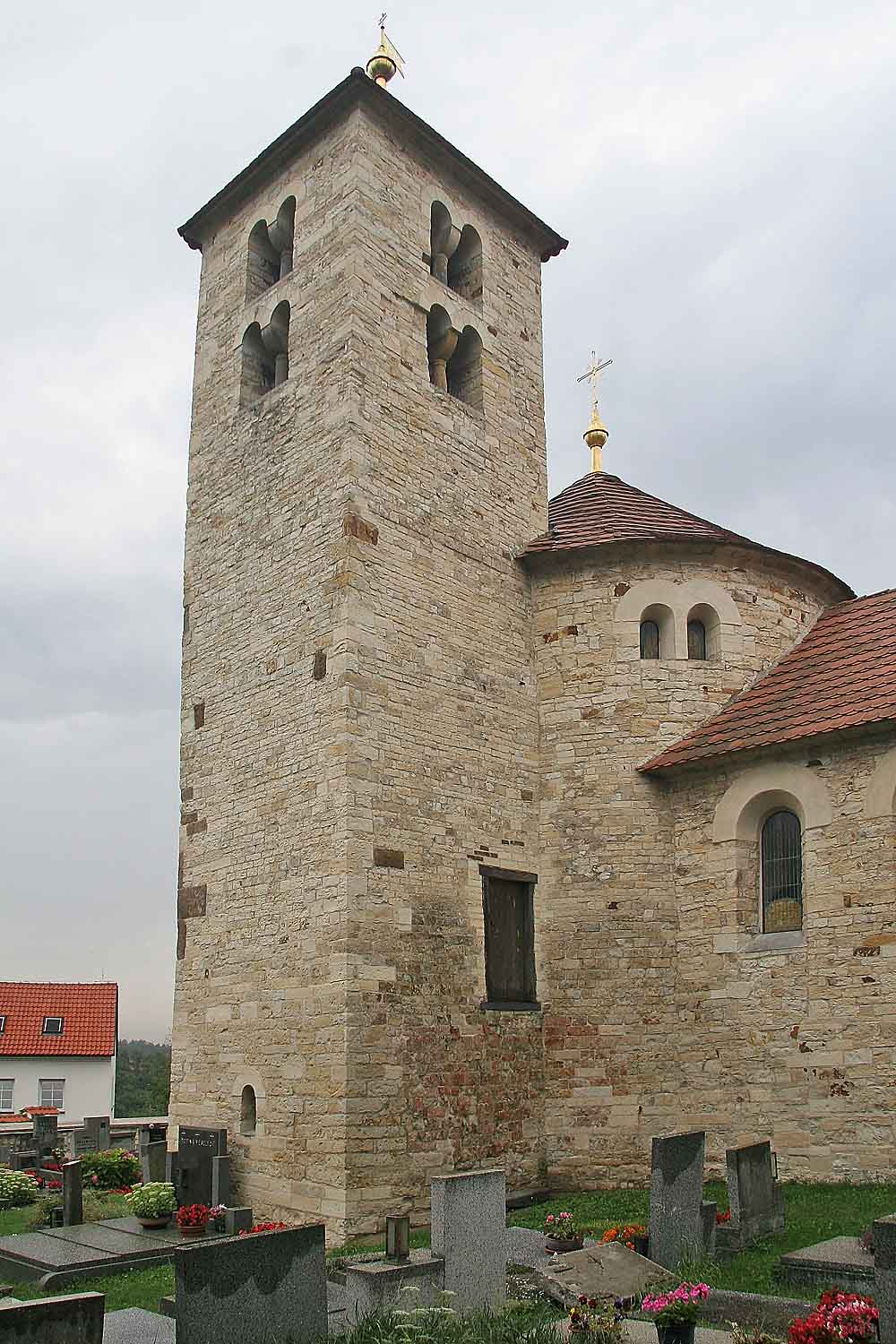
Kostel od jihozápadu

Neomítnutá stavba kostela zasvěceného sv. Máří Magdaleně je vyvedena z drobných opukových kvádříků, dobývaných přímo z místního lomu, který je dodnes známým zdrojem krásné tzv. zlaté opuky.
Ústřední část kostela představuje okrouhlá loď, jejíž vnitřek měří napříč 5,30 metrů, na východní straně se k lodi připojuje půlkruhová apsida, na straně západní pak štíhlá věž přibližně čtvercového půdorysu. Výzkum v roce 1983 prokázal, že toto rozvržení kostela je původní, z doby jeho stavby, která sice není písemně blíže doložena, ale všeobecně se klade do první poloviny 12. století.
Přítomnost portálu v patře jižní stěny věže, vykládaného jako vstup na emporu, pak může pro toto období naznačovat existenci panského sídla v sousedství této strany kostela.

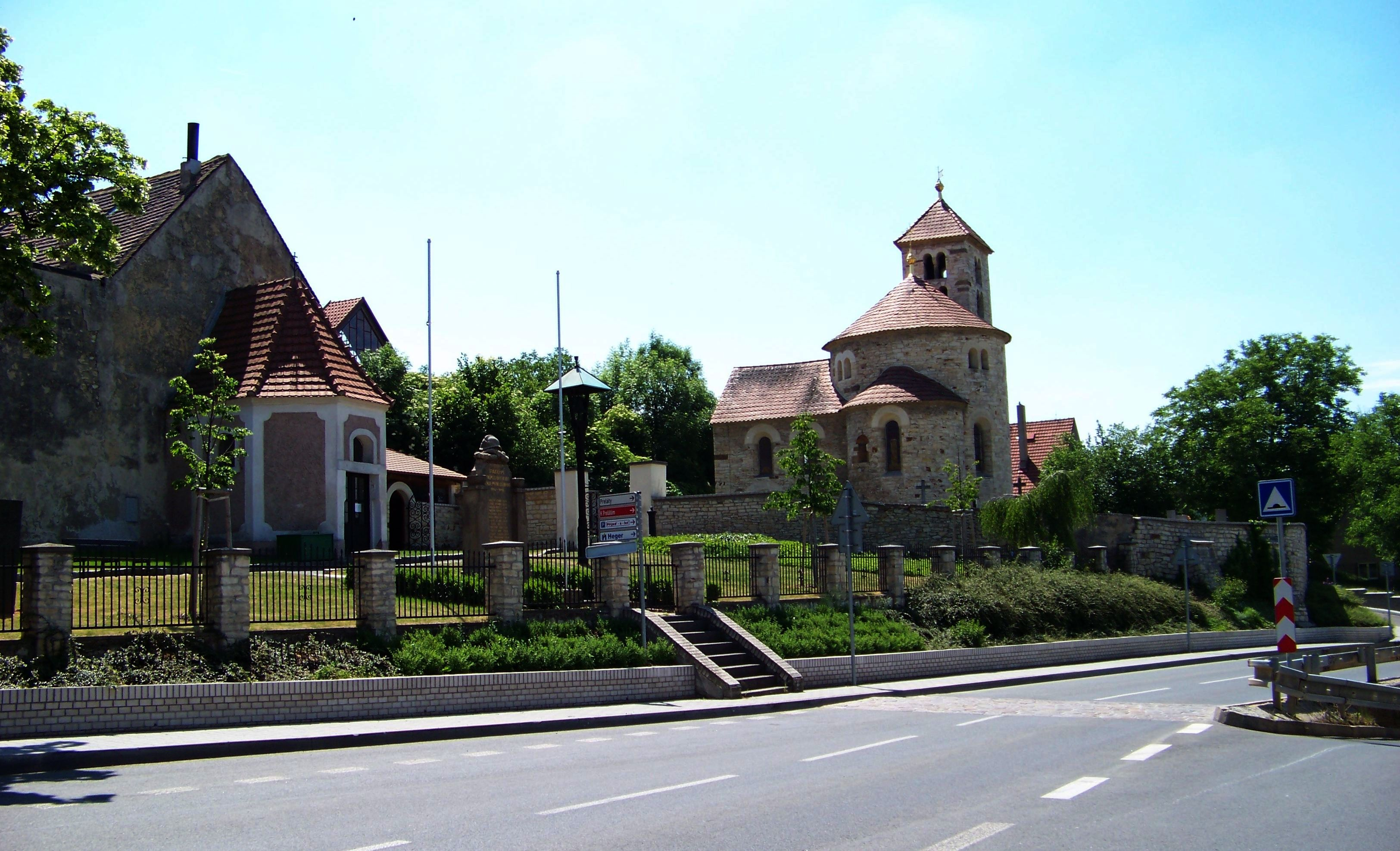
Rotunda – pohled ze silnice na kostel, park a kapli

K jižní straně rotundy byla v pozdější době připojena pravoúhlá jezuitská přístavba, která v současnosti plní funkci hlavní lodi, zatímco rotunda se stala presbytářem a věž slouží jako sakristie. Funkční uspořádání kostela je tak dnes, oproti obvyklé orientaci k východu, pootočené o 90 stupňů.
Současná podoba kostela sv. Máří Magdaleny je výsledkem novověkých úprav. Po zřícení klenby roku 1779 byla rotunda nadlouho ponechána svému osudu. Teprve v letech 1852 až 1858 došlo k rozsáhlé obnově podle projektu Karla Wiesenfelda (1802–1870), dlouholetého profesora stavitelství na pražském Českém polytechnickém ústavu (jde vůbec o jediný případ Wiesenfeldovy vlastní stavební činnosti). Zaklenutí bylo tehdy obnoveno dřevěnou konstrukcí namísto kamenné, věž znatelně zvýšena, proraženy nové okenní otvory a původní románská okna byla zazděna (za nezměněná, středověká jsou dnes považována jen dvě okénka, jedno v přízemí západní strany věže, druhé na jihovýchodní straně apsidy).
Kostel obklopuje dosud používaný hřbitov, u jehož vrat byl roku 1923 objeven hromadný hrob patrně vojínů z bitvy na Bílé hoře nebo z doby morové.

### Interiér
Z mobiliáře kostela vyniká opukový oltářní reliéf z 2. poloviny 17. století je vsazen do zdi nad oltářním stolem při severním boku lodi a na něm je uprostřed znázorněn Kristus Pán na kříži, po stranách Panna Maria a svatý Jan, u paty kříže svatá Máří Magdaléna. Nad vchodem do sakristie visí obraz na plátně Sv. Máří Magdaléna od Viléma Kandlera a pod kazatelnou stojí starobylá pískovcová křtitelnice z raně gotické doby. Dalším památným obrazem je Smrt svatého Petra a Pavla z roku 1840 od Josefa Kramolína.
V apsidě se nalézá pseudorománský skládací oltář, na němž je uprostřed umístěn obraz Klanění sv. Tří králů – původní obraz na dřevě byl roku 1898 reprodukován malířem Josefem Fiedlerem na plátno. Originál obrazu se nedochoval. Na oltářních křídlech se nalézají obrazy sv. Ludmily a sv. Václava od Josefa Vojtěcha Hellicha z roku 1861, které nahradily původní tabulové obrazy z 15. století, na nichž byly vyobrazeny křesťanské svátky: Zvěstování Panny Marie, Narození Páně, Obřezání Páně a Obětování Páně. Okenní vitráže pocházejí z 90. let 20. století. Zatím poslední rekonstrukce objektu byla dokončena roku 2000.

## Galerie

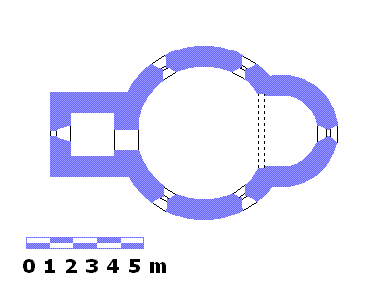
Rekonstrukce půdorysu románské části kostela
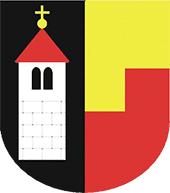
Znak Přední Kopaniny
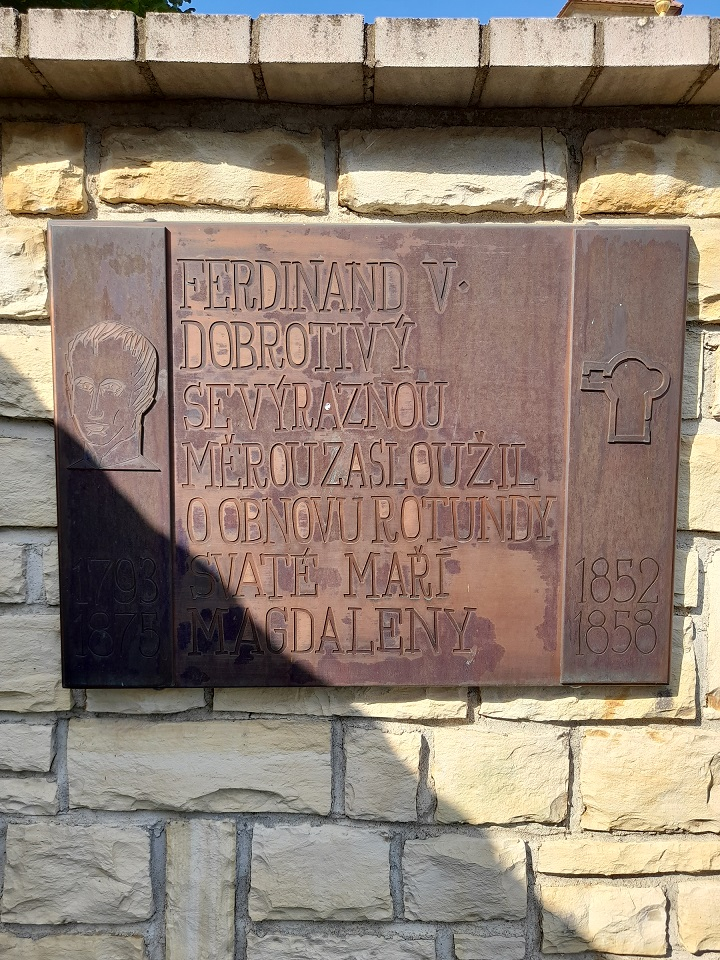
Pamětní deska císaři Ferdinandovi Dobrotivému na kostelní zdi před vchodem
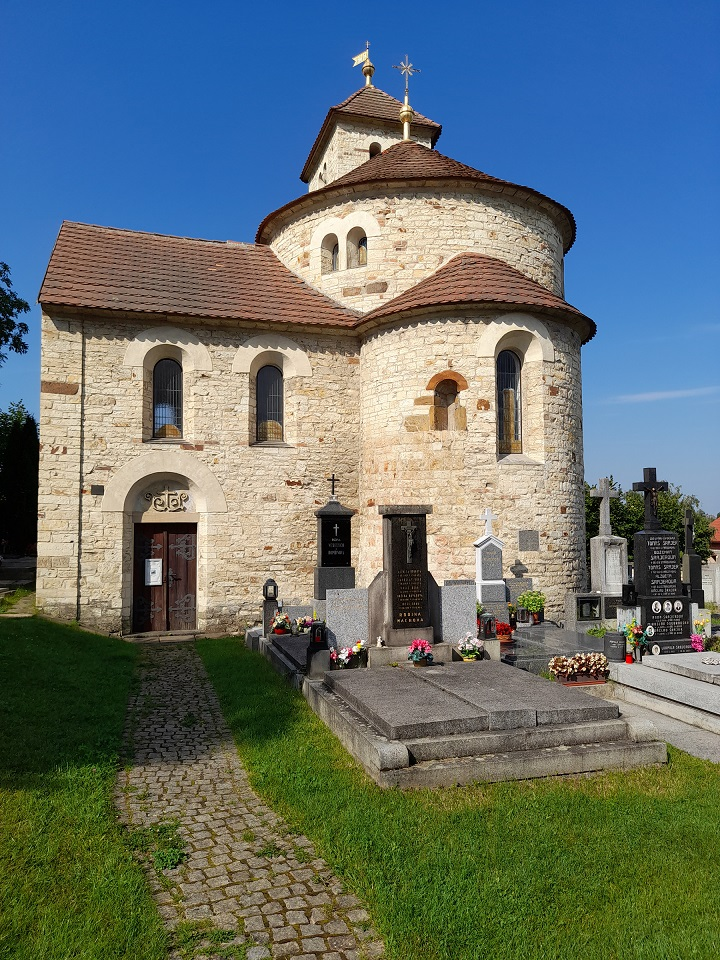
Rotunda – vchod, jižní přístavek, v pozadí hranolovitá věž

## Zajímavost
Kostel spadal pod Tuchoměřickou farnost a náleželo mu jmění v hodnotě 8000 zlatých a některá pole v Kněževeském katastru. Jmění bylo roku 1917 použito jako válečná půjčka a po zániku Rakouska-Uherska v roce 1918 ztratila půjčka platnost. Zrovna tak byly roztaveny starobylé zvony na výrobu děl a nahrazeny novými zvony bez jakékoliv umělecké hodnoty.

## Hřbitov

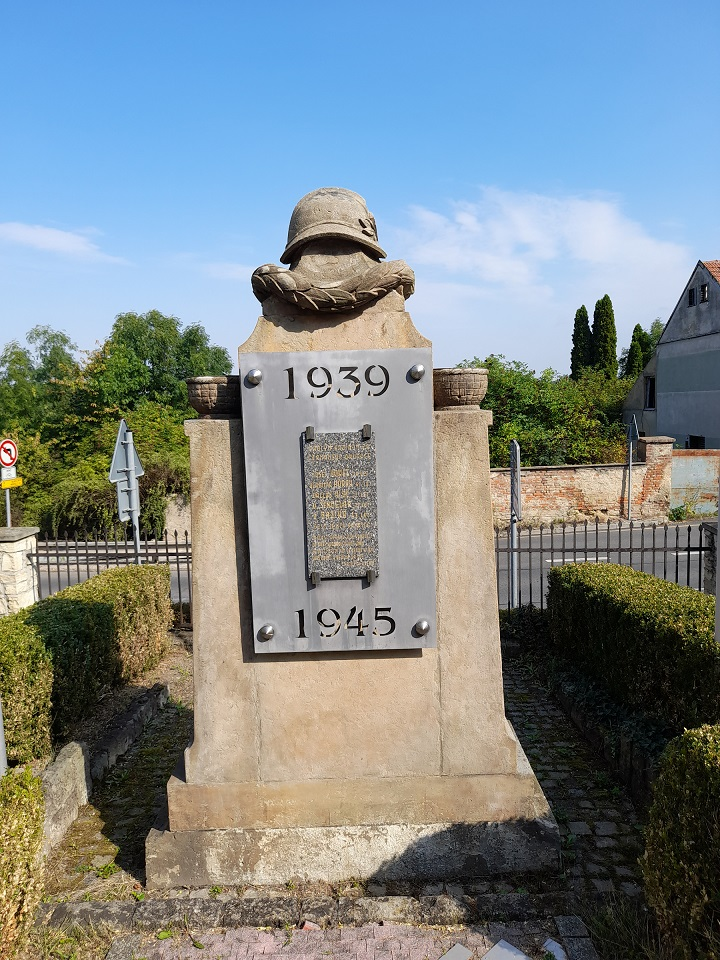
Pomník padlým v 2. světové válce

Ke hřbitovu patří kaple svaté Marty a svaté Ludmily z roku 1712. Kapli koupila roku 1867 obec se záměrem zřídit zde márnici. Ta zde sloužila až do roku 1970, kdy byla kaple upravena na kolumbárium. Naproti stojí dřevěná zvonička z roku 1935, postavená z příspěvků členů Církve československé husitské. Nejstarší dochovaný hrob je z roku 1882, je zde též pomník padlým z první a druhé světové války.